# Yasser Romero
Yasser Romero Mayeta (L'Avana, 5 agosto 1979) è un pallavolista e giocatore di beach volley cubano.
Gioca nel ruolo di schiacciatore nei Patriotas de San Juan.

## Carriera
La carriera di Yasser Romero inizia nel 1993 quando entra nel Sports Centre of High Performance di L'Avana, a Cuba. Nel 1995 viene convocato nella nazionale pre-juniores cubana. Due anni dopo entra a far parte nella nazionale maggiore con cui vince, nel 1998, una World League. Nel 1999 fa la sua prima esperienza all'estero, venendo a giocare in Italia, nel club pallavolistico di Lecce.
Ritornato a Cuba, vince i XIII Giochi panamericani, un campionato nordamericano e una Grand Champions Cup. Nel dicembre 2001 prende la decisione di fuggire dal ritiro della nazionale cubana ad Anversa, in Belgio, assieme ai compagni di squadra: Ihosvany Hernández, Jorge Luis Hernández, Ramón Gato e Leonel Marshall.
Scontata la squalifica inflittagli dagli organi pallavolistici internazionali, torna a giocare nella stagione 2003-04 nella Pallavolo Piacenza assieme al suo connazionale Leonel Marshall. La stagione successiva scende di categoria e passa al Wild Grottazzolina. Nella stagione 2005-06 viene ingaggiato dall'Igo Genova Volley. Nella stagione seguente ritorna in Serie A1 giocando per due stagioni nella M. Roma Volley con cui vince una Coppa CEV. Finite le due stagioni alla M. Roma Volley, decide di dedicarsi al Beach Volley, giocando un torneo di beach volley a Portorico per una stagione.
Nella stagione 2009-10 ritorna a giocare nella pallavolo indoor, in Turchia, al Tokat Belediye Plevne. A stagione in corso passa al Tomis Constanza, squadra militante nel massimo campionato rumeno, con cui vince la Coppa di Romania.
All'inizio del 2011 gioca il campionato arabo per club con la squadra libanese dello Zahra. A febbraio, dello stesso anno, partecipa al campionato libanese con la formazione del Kalamoun, arrivando al secondo posto.
Nella stagione 2011-12 gioca nel PAOK Salonicco, squadra militante nel massimo campionato greco. L'anno successivo si trasferisce in Libia, dove gioca per l'Alhiyad Sports Club.

## Palmarès

### Club
- Coppa di Romania: 1

2009-10
- Coppa CEV: 1

2007-08

### Nazionale (competizioni minori)
- Coppa America 1998
- Giochi panamericani 1999